# Hans Rettenbacher
Johann-Anton (Hans) Rettenbacher (* 16. September 1939 in Wien; † 19. Dezember 1989) war österreichischer Jazzbassist und -cellist.

## Leben und Wirken
Hans Rettenbacher studierte Musikwissenschaft und besuchte die Berklee School of Music in Boston. In den späten 1950ern spielte u. a. bei Gerd Dudek und Manfred Schoof, anschließend mit Stan Getz in Skandinavien (1960) und mit Friedrich Gulda.
Nach dem Besuch der Oscar-Peterson-Schule in Toronto spielte er mit dem Hans-Koller-Quartett, Eric Dolphy, Fatty George, Rolf Kühn, Erwin Lehn, Don Ellis (JazzFest Berlin 1968) sowie ab 1968 im Dave Pike Set und daneben mit Volker Kriegel (Mainz 1963–1969). Daneben begleitete er aber (1969) auch Eugen Cicero, Jonny Teupen und Thelonious Monk.
1972 experimentierte Rettenbacher mit Paul und Limpe Fuchs sowie Gulda in der Gruppe Anima. Mitte der 1970er-Jahre war er Bassist der SFB Big Band. 
Anschließend spielte er mit Heinz von Hermann und Ronnie Stephenson im Trio und leitete ein eigenes Quartett mit u. a. Joe Nay. Rettenbacher war auch als Produzent und Arrangeur tätig – beispielsweise steuerte er bei Kollers mehrstimmigem Soloprojekt von 1966 einen Klavierpart bei.
In den Jahren vor seinem Tod nahm er sich als Pianist der jungen Salzburger Musikerszene an und gründete mit Christoph Wundrak (trp), Gottfried Stöger (sax), Christian Junger (bass), Robert Kainar (drums) das Hans Rettenbacher Quintett.

## Werke
- Platten mit u. a. Vienna Jazz Workshop, Eugen Cicero, Leo Wright, Oscar Klein, Friedrich Gulda, dem Dave Pike Set, Milt Buckner, Paul Kuhn sowie der Gruppe Anima.